# 아이즈비전
주식회사 아이즈비전(영어: Eyesvision)은 알뜰폰(MVNO) 브랜드인  아이즈모바일를 운영하는 대한민국의 가상 이동 통신망 사업자로, 서울특별시에 본사를 두고 있다.

## 역사
1992년 9월 설립되었으며 1997년 7월 코스닥 시장에 상장하였고, 2000년 3월 현 상호로 변경하였다.
2011년 7월 SK텔레콤과 MVNO 1호 사업 계약을 맺으면서 알뜰폰 서비스를 시작하였다. 2015년 4월 KT, 2019년 3월 LG유플러스와 차례대로 계약을 하면서 현재는 이동통신 3사의 회선을 모두 고객들에게 제공하게 되었고, 회선별로 특화된 서비스와 요금제로 알뜰폰 사업에서의 다양성을 확보하고 있다. 또한, 정부의 통신비 인하정책 중 하나로 알뜰폰의 활성화가 추진되면서, 중소사업자 7개사를 중심으로 300개 우체국 지점에서 가입자 모집을 하고 있다.

### 내용주
1. ↑  회사 홈페이지 영문명: eyesvision Corp.
2. ↑  대한민국의 가상 이동 통신망 사업자 중 드물게 코스닥 시장에 상장되어 있다.[1]
3. ↑  부산광역시의 시내버스 업체인 부일여객과는 아무런 관계가 없다.
4. ↑  각자 대표이사 체계를 통한 경영 효율성 제고